# Lumbricillus annulatus
Lumbricillus annulatus är en ringmaskart som beskrevs av Eisen 1904. Lumbricillus annulatus ingår i släktet Lumbricillus och familjen småringmaskar. Inga underarter finns listade i Catalogue of Life.